# Fukui
Fukui (jap. 福井市 Fukui-shi) – miasto w Japonii, ośrodek administracyjny prefektury Fukui, w środkowej części wyspy Honsiu, na wybrzeżu Morza Japońskiego, w strefie przemysłowej Hokuriku. 

## Miasta partnerskie
- Chiny: Hangzhou
- Stany Zjednoczone: New Brunswick i Fullerton
- Korea Południowa: Suwŏn